# 8019 Карачкіна
8019 Карачкіна (8019 Karachkina) — астероїд головного поясу, відкритий 14 жовтня 1990 року.
Тіссеранів параметр щодо Юпітера — 3,528.